# إسحاق إي. كراري
إسحاق إي. كراري هو محامي وسياسي أمريكي، ولد في 2 أكتوبر 1804 في Preston, Connecticut ‏ في الولايات المتحدة، وتوفي في 8 مايو 1854 في مارشال في الولايات المتحدة. نشط حزبياً في الحزب الديمقراطي. وقد انتخب عضو مجلس النواب الأمريكي ‏.